# 甲羅 (企業)
株式会社甲羅（こうら、英: KORA CO., LTD.）は、愛知県豊橋市に本社を置く外食チェーン。

## 概要
創業者の鈴木勇一が1969年（昭和44年）、スナック「どん底」を開業。1971年（昭和46年）に現在の甲羅の前身となる店をオープンし、1972年（昭和47年）にカニ料理店「甲羅」を出店した。1974年（昭和49年に）に会社を設立した。「甲羅本店」や、2003年に出店を開始した「赤から」などの飲食店を東海地方を中心に関東や関西に展開するほか、カラオケの運営も行っている。海外事業も展開している。
2019年時点の店舗数は約180、年商は約180億円。現社長の鈴木雅貴は創業者の長男。
「赤から」の名前の由来は、「赤」は赤味噌、「から」は唐辛子から来ている。

## 沿革
- 1969年（昭和44年）12月 - 創業。
- 1974年（昭和49年）4月 - 設立。
- 2003年（平成15年）7月 - フランチャイズ事業部を分社化し、株式会社グッドブレーンを設立。

## 店舗
- 甲羅本店 - 蟹料理
- 赤から - 赤から鍋
- ひな野 - ビュッフェ
- カルビ一丁 - 焼肉
- 海老どて食堂 - 海老料理
- はこだて亭 - 海鮮料理
- 旬蔵 - 和風居酒屋
- かまど - ろばた料理
- 山家 - ろばた料理
- だいこん屋 - 居酒屋
- BALI HAI - ダイニングバー・無国籍料理
- 伍人百姓 - 和食
- 韓菜家 - 焼肉・朝鮮料理
- ゆずの花 - ビュッフェ
- カラオケEX - カラオケ
- BALI-EX - リゾート風カラオケ

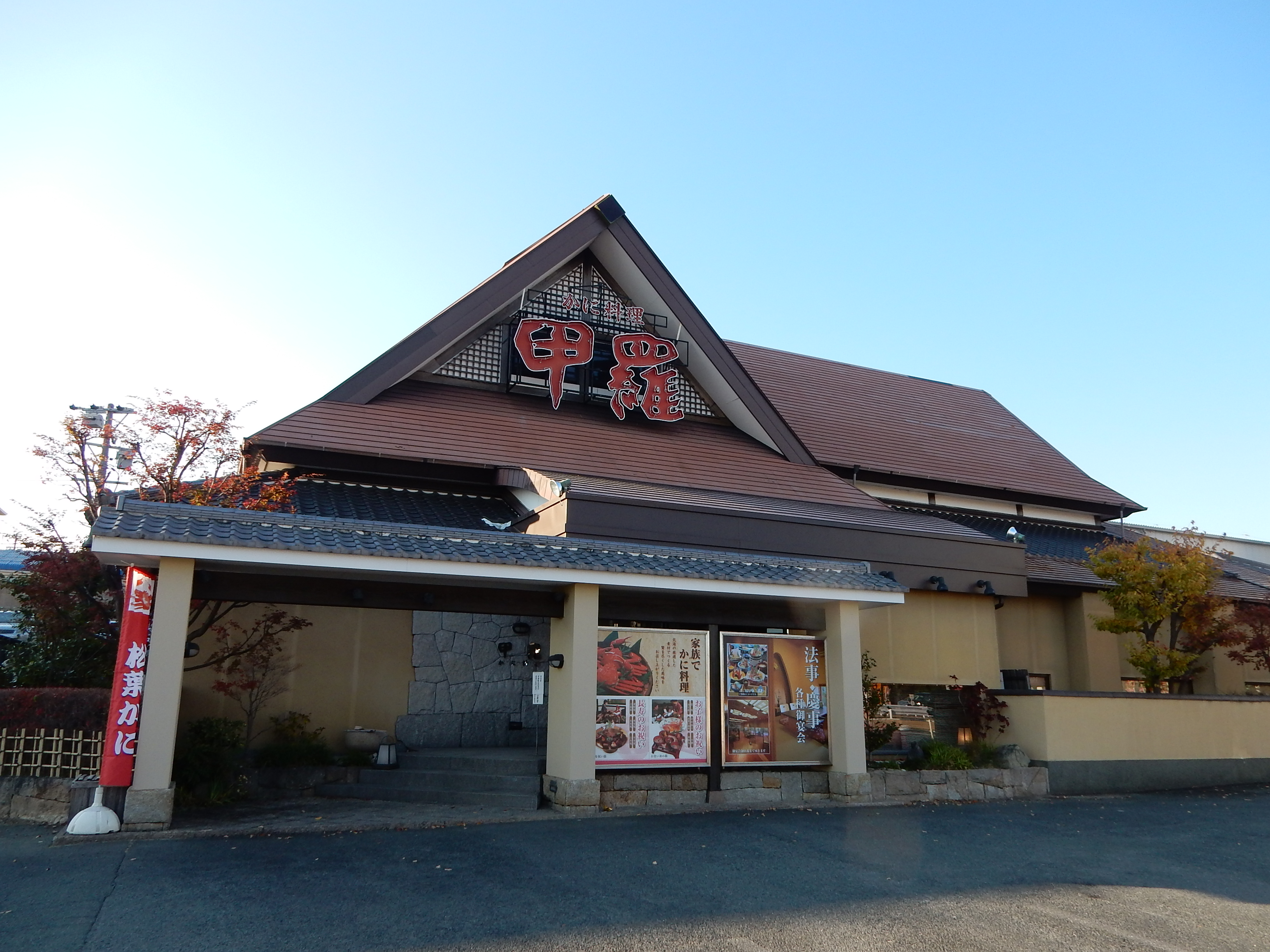
豊川甲羅本店
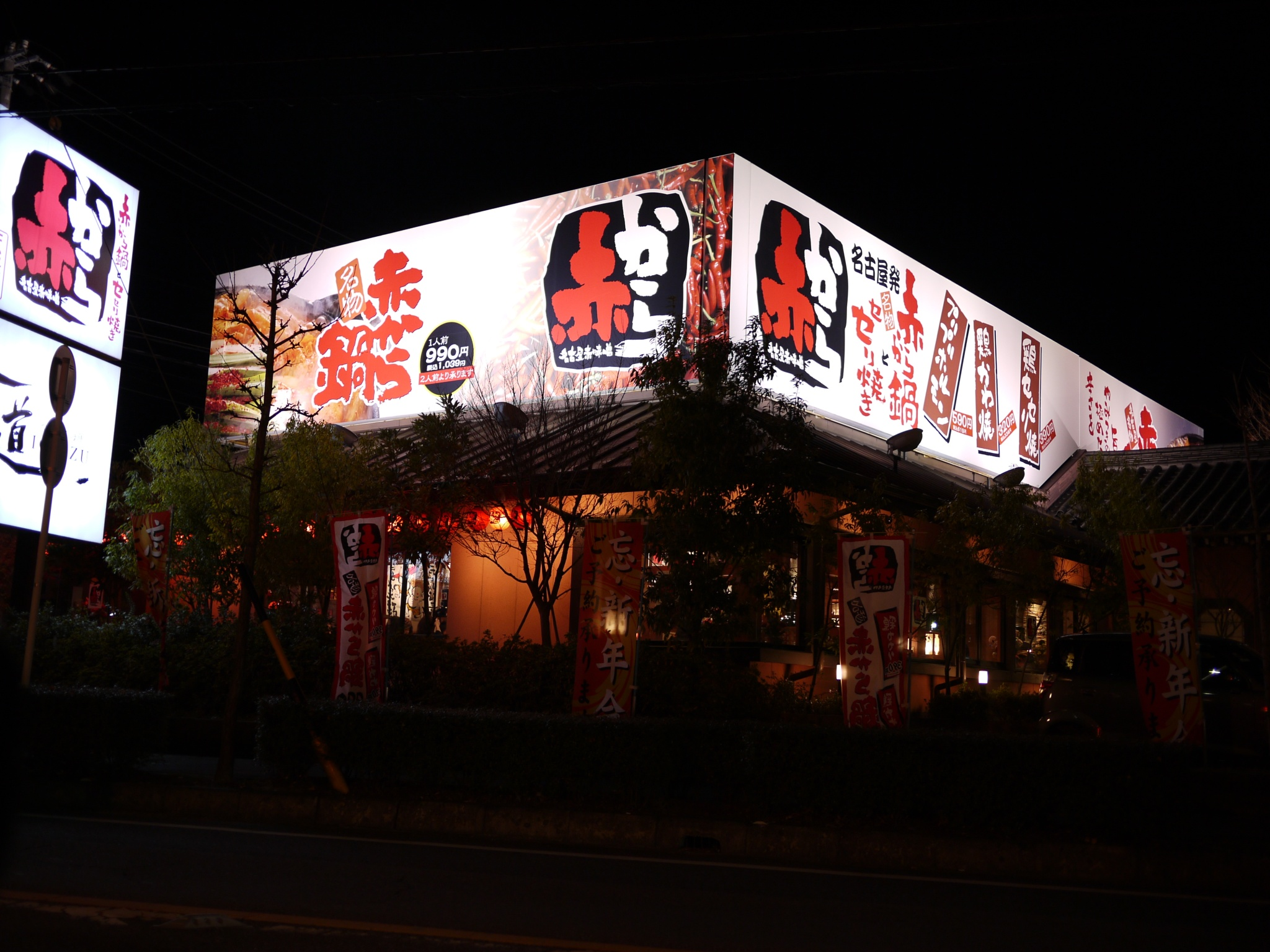
赤から刈谷店
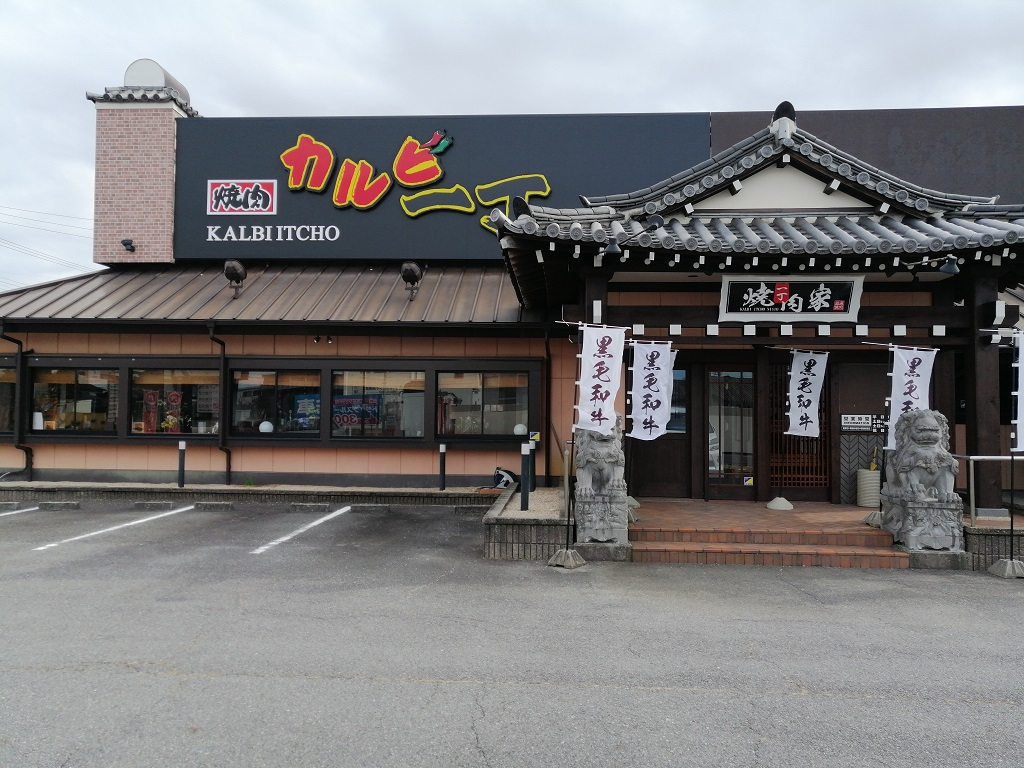
カルビ一丁西尾店

## 関連会社
- 株式会社アート・オブ・ディスプレイ[1]
- 株式会社ベル・プランニング[1]
- 株式会社甲羅ホールディングス[1]
- 株式会社グッドブレーン
- 有限会社ベルツリー
- 株式会社楽自豊感